# Juan Francisco Giró
Juan Francisco José Giró y Zufriategui (Montevideo, 13 giugno 1791 – Montevideo, 8 maggio 1863) è stato un politico uruguaiano.
È stato presidente dell'Uruguay dal 1º marzo 1852 al 25 settembre 1853.